# Abdelkrim Mejri
Pour les articles homonymes, voir Mejri.
Abdelkrim Mejri (arabe : عبد الكريم الماجري), né le 21 mars 1950 à Tunis, est un historien et universitaire tunisien.

## Biographie
Il commence ses travaux de recherches par une étude sur le rôle des Maghrébins et leur participation dans les mouvements sociopolitiques au Machrek à la veille de la Première Guerre mondiale. En 1987, il soutient une thèse de troisième cycle universitaire intitulée Les socialistes français et la colonisation du Maroc (1903-1912).
Il a enseigné à l'École normale supérieure puis à la faculté des lettres de l'université de Sousse. Il est maître de conférences à la faculté des lettres, arts et humanités  de l'université de La Manouba et a soutenu en 2007 une thèse de doctorat d'État sur les communautés maghrébines en Tunisie (1831-1937). Il appartient à l'unité de recherche intitulée « Migration et contacts culturels en Méditerranée ».  

## Publications
- Les socialistes français et la question marocaine, Paris, L'Harmattan, 2004, 276 p. (ISBN 978-2747574884)[2].
- (ar) La migration des Algériens, des Trabelsi et des Marocains en Tunisie (1831-1935), La Manouba, Publications de la faculté des lettres de La Manouba, 2010[3].